# Laxvik
Laxvik är en tätort i Halmstads kommun i Hallands län, belägen vid Laholmsbukten söder om Halmstad. Laxvik har två badstränder; Grusvik och Fågelvik. Laxvik har en historia som badort med flera näringsinrättningar som var öppna på sommarhalvåret. Här fanns bland annat två matbutiker, kiosk, camping, pensionat, dansbana, café och minigolfbana. Idag finns endast campingen kvar. En frekvent besökare var förre statsministern Tage Erlander, först som pensionatsgäst och senare i hyrd sommarstuga. Historiskt har Laxvik fungerat som fiskesamhälle och här har också skett stenbrytning vilket man kan se spår av.

## Befolkningsutveckling
| Befolkningsutvecklingen i Laxvik 1980–2020 | Befolkningsutvecklingen i Laxvik 1980–2020 | Befolkningsutvecklingen i Laxvik 1980–2020 | Befolkningsutvecklingen i Laxvik 1980–2020 | Befolkningsutvecklingen i Laxvik 1980–2020 |
| ------------------------------------------ | ------------------------------------------ | ------------------------------------------ | ------------------------------------------ | ------------------------------------------ |
|                                            |                                            |                                            |                                            |                                            |
| År                                         |                                            |                                            | Folkmängd                                  | Areal (ha)                                 |
| 1980                                       | 1980                                       |                                            | 291                                        |                                            |
| 1990                                       | 1990                                       |                                            | 403                                        | 56                                         |
| 1995                                       | 1995                                       |                                            | 416                                        | 56                                         |
| 2000                                       | 2000                                       |                                            | 436                                        | 56                                         |
| 2005                                       | 2005                                       |                                            | 469                                        | 56                                         |
| 2010                                       | 2010                                       |                                            | 475                                        | 55                                         |
| 2015                                       | 2015                                       |                                            | 486                                        | 65                                         |
| 2020                                       | 2020                                       |                                            | 483                                        | 65                                         |
| Anm.: Ny tätort 1980                       |                                            |                                            |                                            |                                            |